# Valon Behrami
Valon Behrami (* 19. April 1985 in Titova Mitrovica, SFR Jugoslawien; heute Kosovo) ist ein ehemaliger Schweizer Fussballspieler.

## Biografie
Im Alter von fünf Jahren zog Behrami 1990 mit seiner Familie aus dem damaligen Jugoslawien in die Schweiz. Er wuchs in Stabio im Kanton Tessin auf. Behramis Interesse galt zuerst der Leichtathletik. Im Geländelauf gewann er vier regionale Titel. 2002 wurde er eingebürgert.
Von 2006 bis 2018 war Behrami mit Elena Bonzanni liiert, mit der er zwei Töchter (* 2009, * 2016) hat. Am 18. März 2018 wurde bekannt, dass Behrami mit der Schweizer Skirennfahrerin Lara Gut (* 1991) in einer Beziehung ist, die beiden heirateten am 11. Juli 2018.

## Karriere

### Vereine
Behrami begann seine fussballerische Laufbahn beim FC Stabio. 1997 wechselte er zum benachbarten FC Chiasso, bei dem er drei Jahre lang spielte. In dieser Zeit wurde der FC Lugano, damals der bekannteste Club im Kanton Tessin, auf ihn aufmerksam und verpflichtete ihn. Da der Club in der Folgezeit bald Insolvenz anmelden musste, suchte sich Behrami einen neuen Verein. In der Schweiz interessierten sich der FC Basel und der Grasshoppers Club Zürich für den defensiven Mittelfeldspieler. Da ihm das Angebot der Grasshoppers zu schlecht war, kam dieser Club für ihn nicht in Frage. Als sich schliesslich der FC Basel meldete, hatte Behrami schon beim italienischen Club CFC Genua unterschrieben; durch seine Spielweise hatte er bereits auch Vereine aus der Serie A auf sich aufmerksam gemacht.

#### Zwischen Italien und England

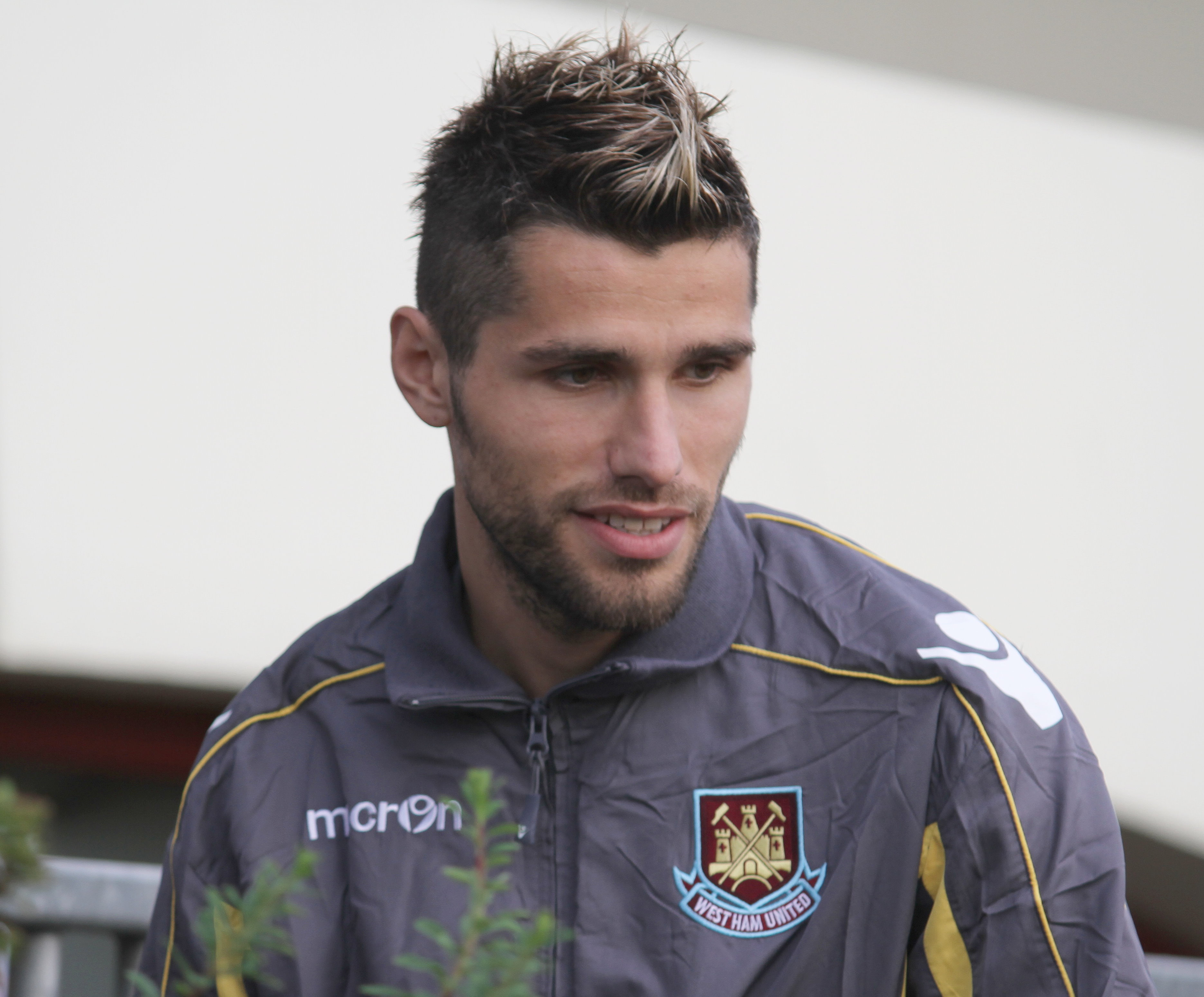
Valon Behrami (2010)

Nach einem Jahr beim CFC Genua wechselte Behrami zu Hellas Verona in die zweitklassige Serie B. In der Saison 2004/05 wurde er zum besten Spieler der Serie B gewählt und machte durch seine Leistungen Spitzenvereine wie beispielsweise Lazio Rom, Juventus Turin, Tottenham Hotspur und Inter Mailand auf sich aufmerksam. Das Rennen um Behrami machte schliesslich Lazio Rom, die insgesamt 6 Millionen Euro an Verona und Genua zahlten, da er beiden Vereinen zu gleichen Teilen gehörte.
In der Sommerpause 2008, nach drei Jahren in Rom, wechselte Behrami zum englischen Premier-League-Club West Ham United. Nach zweieinhalb Jahren mit Höhen und Tiefen kehrte er im Januar 2011 nach Italien zurück und kam damit dem Wunsch seiner Familie nach, die sich in England nicht wohlfühlte. Bei der AC Fiorentina unterschrieb er einen Vertrag bis 2015, wechselte aber bereits nach einer Saison erneut den Verein: Im Juli 2012 unterzeichnete er einen Vertrag über fünf Jahre beim SSC Neapel. In seiner ersten Saison überzeugte Valon Behrami sofort als „Abräumer“ vor der Abwehr.

#### Hamburger SV
Zur Saison 2014/15 wechselte Behrami in die Bundesliga zum Hamburger SV, bei dem er einen Dreijahresvertrag bis zum 30. Juni 2017 unterschrieb. Sein erstes Pflichtspiel absolvierte er in der ersten Runde des DFB-Pokal beim 2:2 n. V.; 4:1 im Elfmeterschiessen gegen den damaligen Drittligisten Energie Cottbus.

#### Rückkehr nach England und Italien
Zur Saison 2015/16 wechselte Behrami für 2 Millionen Euro zum Premier-League-Aufsteiger FC Watford, mit dem er einen Dreijahresvertrag abschloss. Im August 2017 kehrte Behrami nach Italien zurück und schloss sich für zwei Jahre Udinese Calcio an.

#### Rückkehr in die Schweiz
Am 2. Juli 2019 gab der im Kanton Wallis beheimatete Club FC Sion die Verpflichtung von Valon Behrami bekannt. Damit kehrte er nach 16 Jahren zur Saison 2019/20 in seine Heimat zurück. Er erhielt einen Zweijahresvertrag. Im Oktober 2019 beendete Behrami sein Engagement in Sion vorzeitig.

#### Erneute Rückkehr nach Italien und Karriereende
Nach einer kurzen Phase ohne Verein schloss sich Behrami im Januar 2020 dem CFC Genua an. Nach zwei Jahren wechselte er ablösefrei zum Serie-B-Klub Brescia Calcio. Im Sommer 2022 beendete Behrami nach 493 Pflichtspielen für 11 Vereine und 83 Länderspielen seine Karriere. Er ist in Genua wohnhaft und fortan als Experte und Co-Kommentator in Spielübertragungen tätig.

### Nationalmannschaft

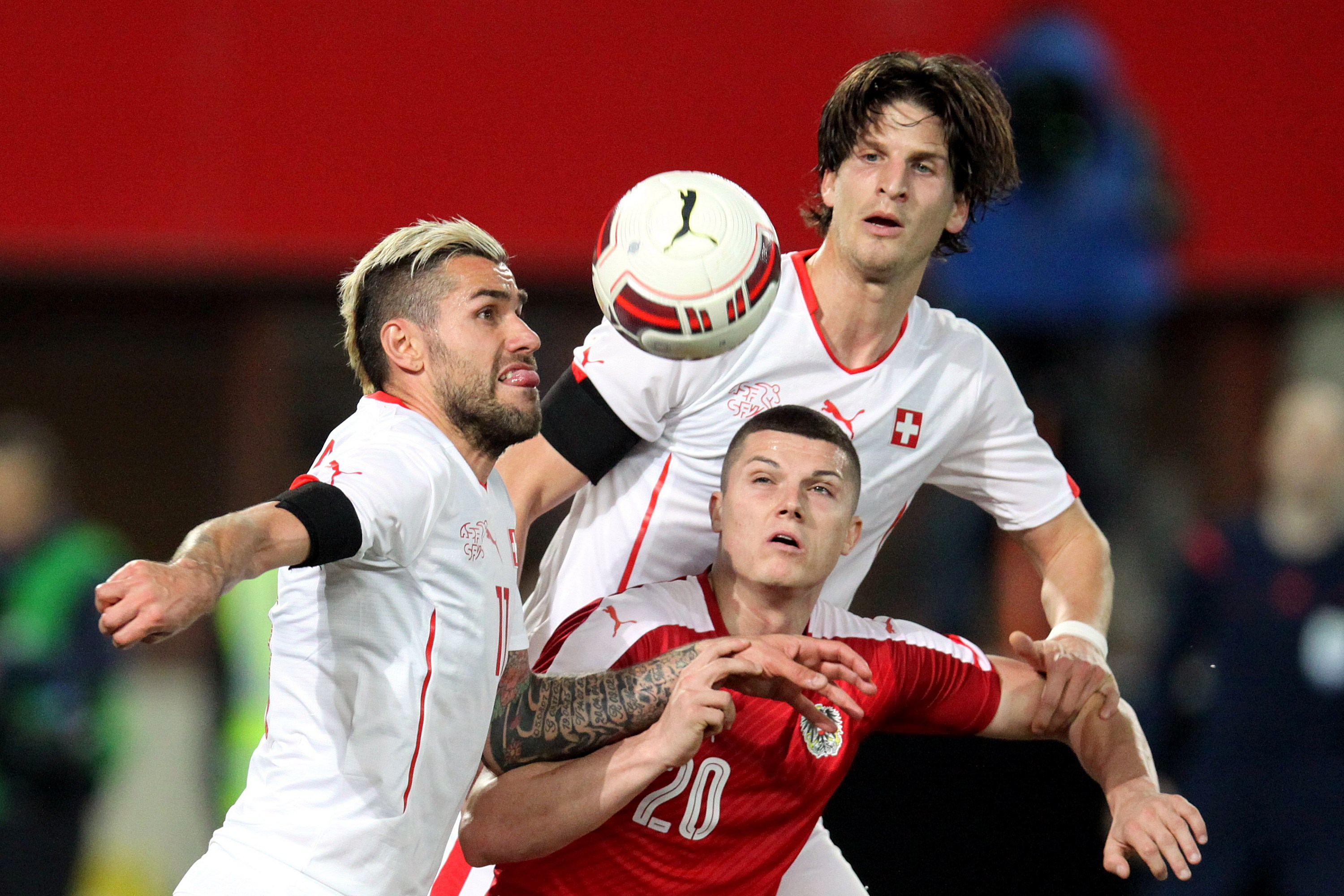
Behrami (links) bei einem Testspiel gegen Österreich (2015)

Valon Behrami gab am 8. Oktober 2005 sein Länderspieldebüt für die Schweiz im Qualifikationsspiel für die Weltmeisterschaft 2006 gegen Frankreich (1:1). Sein erstes Länderspieltor erzielte er am 12. November 2005, drei Minuten nach seiner Einwechslung gegen die türkische Nationalmannschaft. Während der Weltmeisterschaft 2006 verletzte sich Behrami beim Training. Im Spiel gegen Südkorea wurde er in der Schlussphase noch für sechs Minuten eingewechselt.
Bei der Europameisterschaft 2008 in Österreich und der Schweiz stand er im Aufgebot der Schweiz wie auch bei der Weltmeisterschaft 2010 in Südafrika. Dort erhielt er bei seinem ersten Einsatz im Spiel gegen Chile einen Platzverweis.
Auch für die Weltmeisterschaft 2014 wurde er von Trainer Ottmar Hitzfeld nominiert und absolvierte alle drei Vorrundenspiele sowie den Achtelfinal gegen Argentinien.
Bei der Fussball-Europameisterschaft 2016 in Frankreich wurde er in das Aufgebot der Schweiz aufgenommen. Die drei Gruppenspiele spielte er über volle 90 Minuten, im Achtelfinal wurde er erstmals ausgewechselt, als es eine Viertelstunde vor Schluss 1:0 für Polen stand. Das Team verlor die Partie im Penaltyschiessen und schied aus.
An der Weltmeisterschaft 2018 schied Behrami mit dem Team im Achtelfinale gegen Schweden aus. Nach dem Turnier verkündete er nach 83 Spielen und sechs Teilnahmen an Endrunden das Ende seiner Nationalmannschaftskarriere. In einem späteren Interview betonte Behrami, dass er noch nicht aus der Nationalmannschaft zurücktreten wollte, aber der damalige Nati-Trainer Vladimir Petković habe ihm per Telefon mitgeteilt, dass er nicht mehr mit ihm rechnen würde.

## Titel und Erfolge
SSC Neapel
- Italienischer Pokalsieger: 2013/14